# Nighat Dad
Pour les articles homonymes, voir Dad.
نگہت داد
Nighat Dad (en ourdou : نگہت داد) est une avocate et militante féministe pakistanaise née en 1981 à Lahore. Elle est la fondatrice de la Digital Rights Foundation, une association visant à défendre les droits des femmes pakistanaises sur Internet.
Son activisme lui vaut de figurer en 2015 dans la liste des « Next Generation Leaders » établie par le magazine Time, ainsi que de remporter en 2016 le prix Human Rights Tulip (en).
Elle est également membre du Conseil de surveillance de Facebook depuis 2020.

## Biographie

### Jeunesse, famille et études
Nighat Dad naît à Lahore en 1981, dans une fratrie composée de 4 sœurs et de 2 frères. Son père, un homme pauvre et illettré, l'encourage elle et ses sœurs à acquérir une bonne éducation, contre l'avis de leur frère aîné. Nighat Dad part alors étudier le droit à l'université du Pendjab.
Alors que son frère lui interdisait auparavant d'utiliser un téléphone ou d'entrer en contact avec des étrangers, elle découvre Internet à l'université et se met à échanger avec des internautes du monde entier. Elle continue ses discussions virtuelles la nuit sur l'ordinateur familial en cachette, mais se fait surprendre. Son comportement étant jugé déshonorant par sa famille, elle doit alors porter l'abaya et on lui organise un mariage arrangé en 2005.
Rapidement, elle tombe enceinte, donne naissance à un fils et doit arrêter ses études. Victime de violences conjugales, elle finit cependant par demander le divorce grâce au soutien et à l'insistance de son père,. Elle reprend alors ses études à l'université du Pendjab, obtient un master en droit, puis se met à travailler en tant qu'avocate, se spécialisant dans le droit pénal et le droit de la famille,.

### Activisme
En 2009, elle reçoit une bourse pour faire un séjour aux États-Unis. Appréciant la liberté qu'elle y découvre, elle décide alors d'aider les femmes pakistanaises à gagner elles aussi en liberté grâce à la technologie. Elle se forme sur le droit et les pratiques liées à Internet (sécurité, gouvernance, etc.) et fonde en 2012 la Digital Rights Foundation, une association visant à défendre les droits des femmes pakistanaises sur Internet, et notamment à les protéger contre le harcèlement en ligne. Son activisme lui vaut de figurer en 2015 dans la liste des « Next Generation Leaders » établie par le magazine américain Time.
En 2016, elle remporte le prix Human Rights Tulip (en) décerné par le gouvernement néerlandais et doté de 100 000 €. Elle se sert alors de cet argent pour créer un service de téléassistance afin d'aider les femmes pakistanaises contre le harcèlement, notamment sexuel, qu'elles subissent en ligne. Ce service, le premier de son genre au Pakistan, recevait une vingtaine d'appels par jour en 2020, de la part de femmes provenant de toutes les couches sociales.

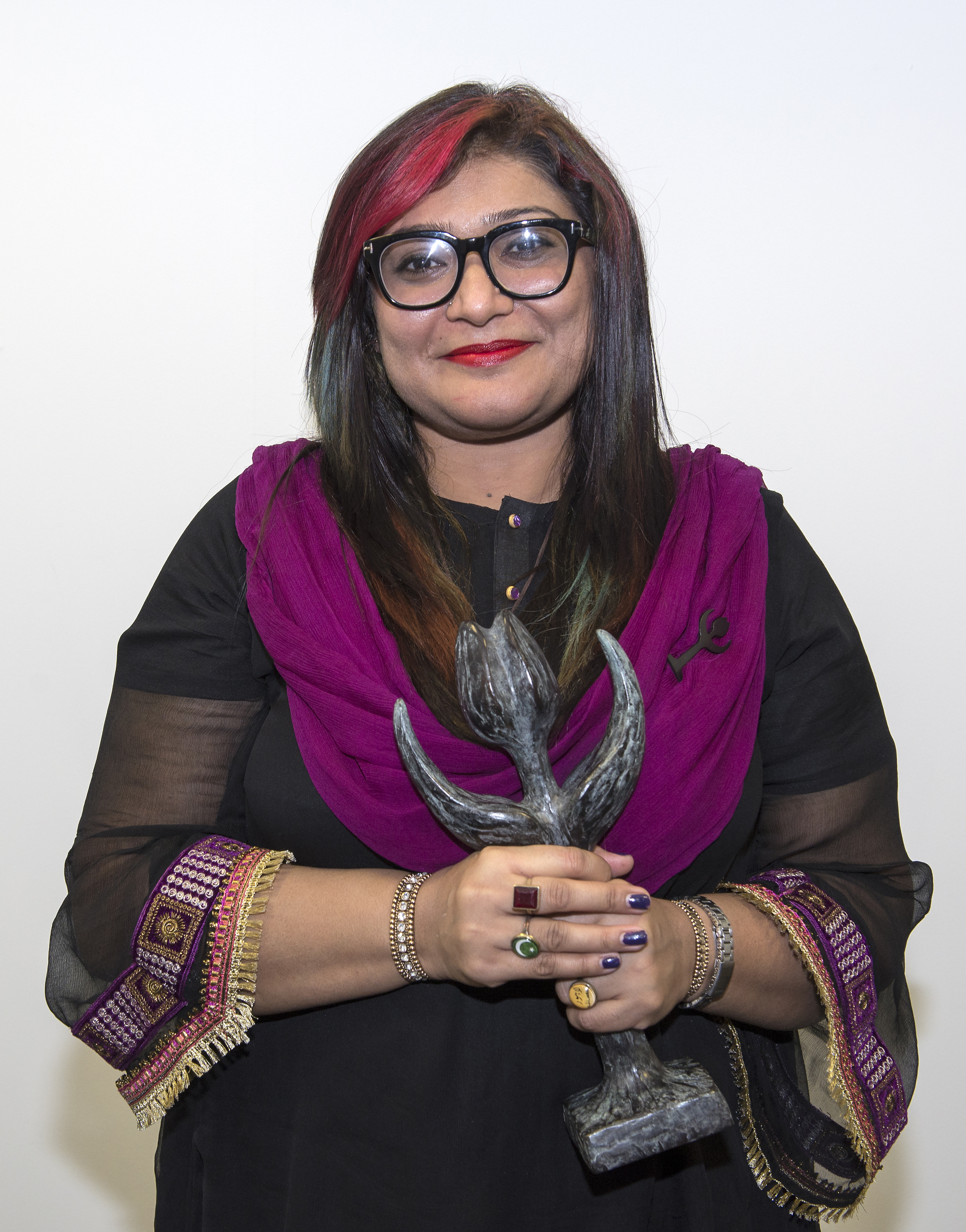
Nighat Dad en 2016 avec le prix Human Rights Tulip.

En 2019, elle co-organise la marche des femmes (Aurat March (en)) dans la ville de Lahore à l'occasion de la Journée internationale des femmes, une action subversive dans une société patriarcale comme le Pakistan. Bien qu'ayant été un grand succès en réunissant des milliers de femmes, cette marche vaut cependant à ses participantes des critiques de la part d'élus et de religieux pakistanais, ainsi que des menaces de mort et de viol sur les réseaux sociaux,.
En 2020, elle fait partie des 20 personnes invitées à rejoindre le Conseil de surveillance de Facebook nouvellement créé, afin de peser dans les décisions de modération de contenus sur Facebook et Instagram.